# Nikolai Kiseleff
Nikolai Kiseleff, född 1 februari 1820 i Helsingfors, död 18 mars 1883 i Kyrkslätt, var en finländsk affärs- och industriman. Han var son till Feodor Kiseleff den äldre.
Nikolai Kiseleff blev filosofie magister 1844 och inträdde i faderns företag, Tölö sockerbruk, 1847 och ledde det tillsammans med brodern Feodor Kiseleff den yngre. Efter dennes död 1874 övertog han ensam ledningen av sockerbruket och Gaslysnings ab. Han var sekreterare för Svenska Teaterns direktion 1857, medlem av teaterdirektionen 1863 och verkställande direktör för teatern 1867–1876 samt 1879–1880. 
Kiseleff utgav Teaterbibliotek 1–8 (1881–1883), i vilket ingick översättningar som han gjort till förmån för Svenska Teaterns pensionsfond. Han köpte 1859 Oitbacka gård i Kyrkslätt, där han lät uppföra en huvudbyggnad i italiensk villastil, ritad av hans bror Konstantin Kiseleff. Han tilldelades kommerseråds titel 1876.